# Belonoga potočnica
Belonoga potočnica ili Peronoga devica (lat. Platycnemis pennipes) je vrsta vodene device iz porodice Platycnemididae. Lako prepoznatljiv po širokoj glavi i proširenoj golenjači.

## Opis
Dužina tela iznosi od 35—37 mm, a dužina zadnjeg krila oko 21 mm. Nešto veći od pripadnika porodice Coenagrionidae, ali mužjak iako je plave boje ona je neššto svetlija. Antehumeralna pruga toraksa je udvojena. Ova vrsta se preklapa sa drugim pripadnicima roda Platycnemis na jugozapadu i jugoistoku areala.
Telo mužjaka je svetloplavo sa crnim crticama na svakom telesnom segmentu. Telo ženke je svetlooker sa po dve paralelne, tanke crtice na svakom segmentu. Kod mladih ženki umesto crtica nalaze se po dve tačkice. Kod oba pola se sa bočne strane grudi nalaze po dve paralelne, crne crtice. Krila providna sa braon pterostigmom.

## Rasprostranjenje
Rasprostranjena od Atlantika do Jeniseja u Sibiru i često se javlja u velikom broju.
Ova vrsta je prisutna u sledećim državama: Albanija; Jermenija; Azerbejdžan; Belorusija; Belgija; Bosna i Hercegovina; Bugarska; Hrvatska; Češka; Danska; Estonija; Finska; Francuska; Gruzija; Nemačka; Grčka; Irak; Kazahstan; Kirgistan; Liban; Lihtenštajn; Litvanija; Luksemburg; Makedonija, Bivša Jugoslovenska Republika; Moldavija; Monako; Crna Gora; Norveška; Poljska; Rumunija; Ruska Federacija; Srbija; Slovačka; Slovenija; Švedska; Švajcarska; Sirijska Arapska Republika; Turska; Ukrajina; Velika Britanija.

## Stanište
Naseljava sporo tekuće reke, bare, močvare, pojilišta. Javlja se i na veštački formiranim vodenim staništima kao što su ribnjaci, kanali i sl. Larve su dobro adaptirane na koegzistiranje sa različitim vrstama riba. 

## Životni ciklus
Nakon parenja ova vrsta jaja polaže u tandemu (dok je mužjak još uvek zakačen za ženku). Često se može videti više parova kako istovremeno polažu jaja jedni do drugih. Jaja polažu u stabljikama potopljenih biljaka ili sa donje strane flotantnih listova. Razviće larvi traje dve godine nakon čega se izležu odrasle jedinke i svoju egzuviju ostavljaju na obalnoj vegetaciji.

## Sezona letenja
Sezona leta traje od maja do septembra.

## Галерија
- Mlad mužjak
Estonija
- Mlada ženka
Poljska
- Ženka
Nemačka
- Toraks i glava
- Kopula
Srbija
- Glava mužjaka